# Sascha Filmindustrie

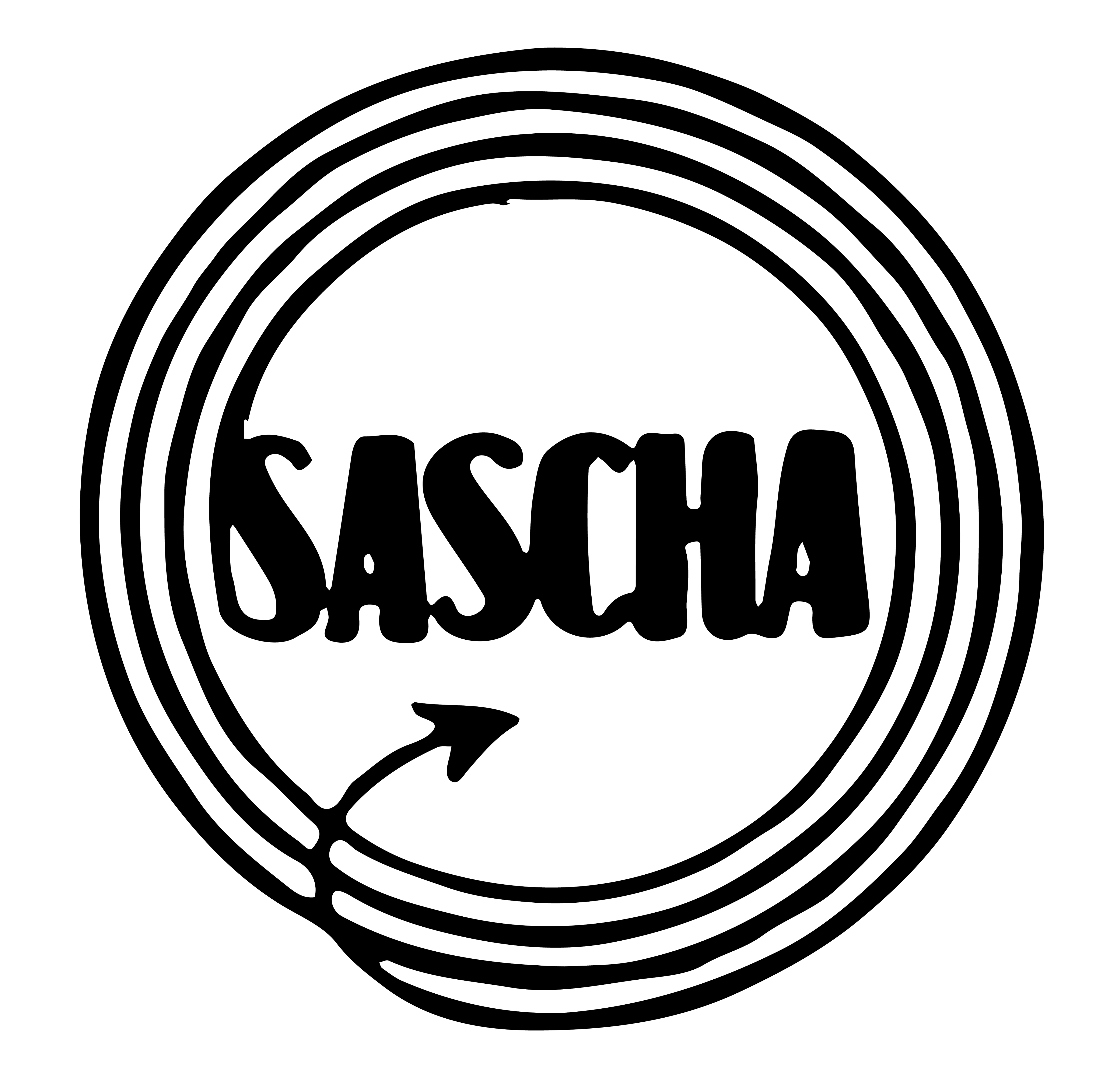
Ehemaliges Logo

Die Sascha Filmindustrie AG war die größte österreichische Filmproduktionsgesellschaft der Stummfilmzeit und der frühen Tonfilmzeit.
1910 von Alexander „Sascha“ Graf Kolowrat-Krakowsky als Sascha-Filmfabrik gegründet und 1918 in eine Aktiengesellschaft umgewandelt, trat 1933 das deutsche Tobis-Tonbild-Syndikat in die Gesellschaft ein. Der neue Name war Tobis-Sascha-Filmindustrie AG. 1938, im Rahmen des Anschlusses Österreichs an das Deutsche Reich, ging das Unternehmen in den Besitz der Nationalsozialisten über und wurde als Wien-Film GmbH neugegründet. 1947 wurde das Unternehmen als Produktions- und Verleihgesellschaft erneut gegründet.
Mit Monumentalfilmen wie Alexander Kordas „Prinz und Bettelknabe“ (1920) und Michael Curtiz’ „Sodom und Gomorrha“ (1922) sowie „Die Sklavenkönigin“ (1924) stieg das Unternehmen zu einem der erfolgreichsten europäischen Filmproduzenten auf.

## Geschichte

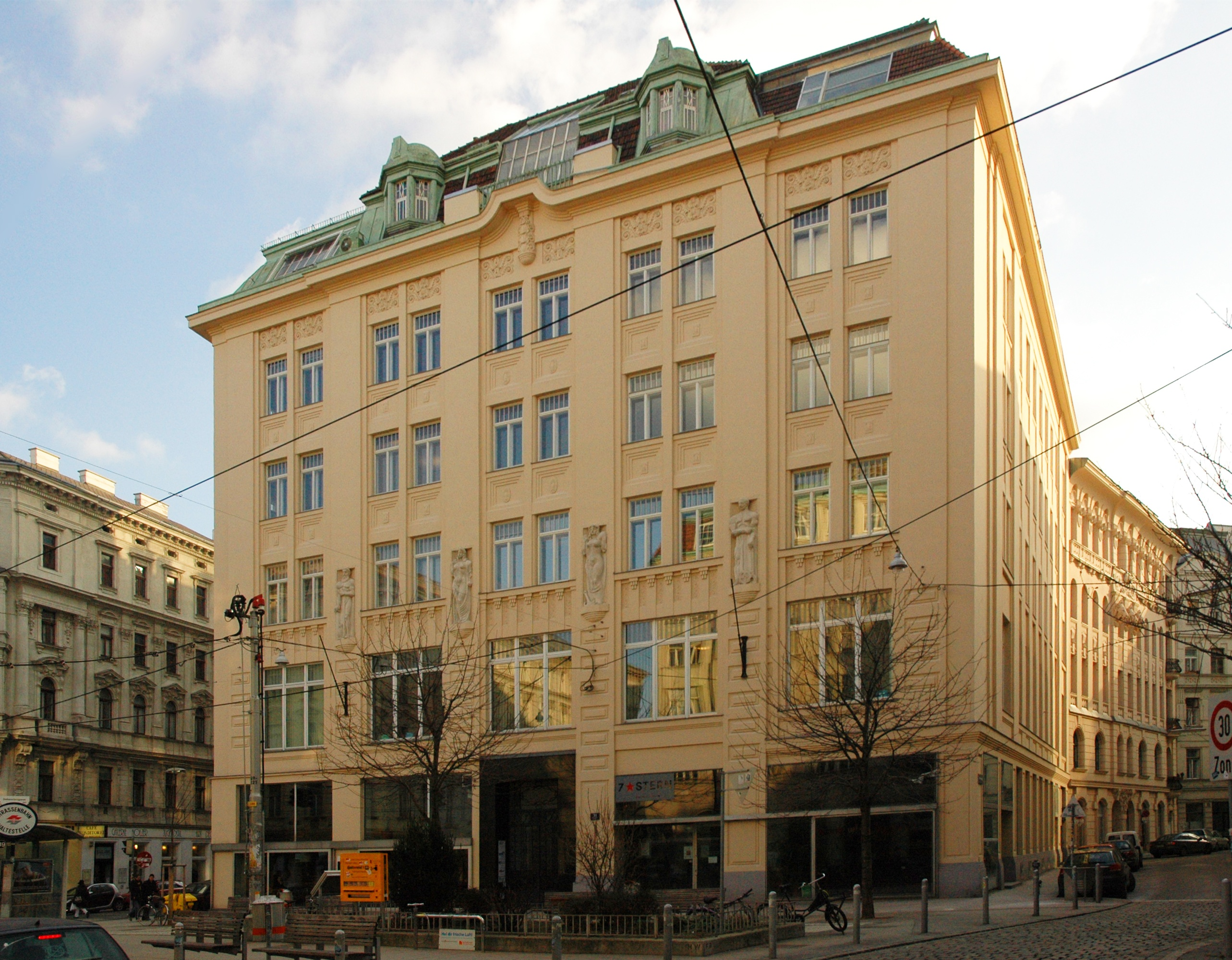
Ehemaliger Sitz der Sascha-Film in der Siebensterngasse in Wien-Neubau.

### Erste Jahre

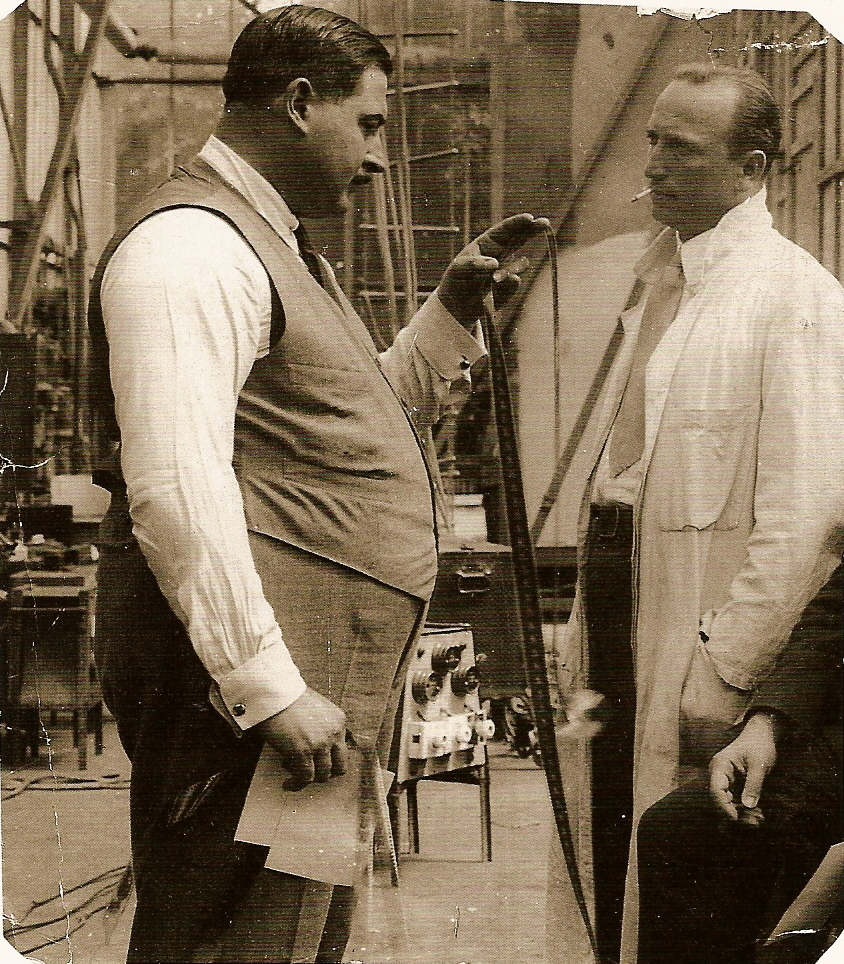
Sascha Kolowrat-Krakowsky (links) mit Michael Curtiz um 1915/1916.

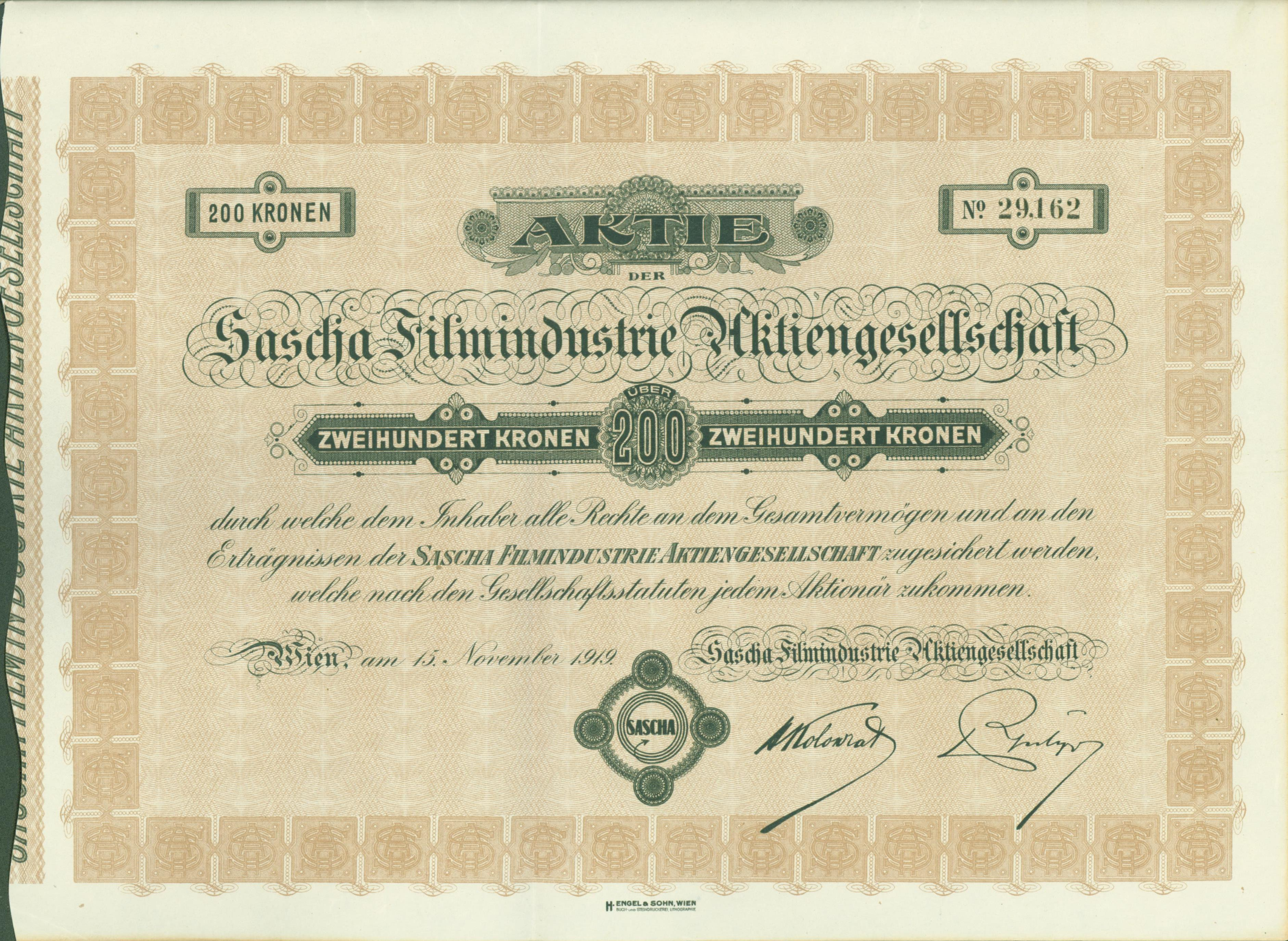
Aktie über 200 Kronen der Sascha Filmindustrie AG vom 15. November 1919

Das Unternehmen wurde 1910 von Sascha Graf Kolowrat-Krakowsky als Sascha Filmfabrik auf dessen Familiensitz am Gut Pfraumberg in Böhmen gegründet und 1912 nach Wien verlegt. Zum Zeitpunkt der Neugründung war die Filmgesellschaft eines der ersten Unternehmen dieser Art in Österreich. Eine österreichische Filmwirtschaft gab es noch nicht – lediglich die Wiener Kunstfilm, die unter verschiedenen Namen ebenfalls seit 1910 tätig war, leistete bereits nennenswerte Pioniertätigkeit. Mit dem Geld aus der Familie Sascha Kolowrat-Krakowskys konnte die „Sascha-Film“ rasch im noch stark von französischen Filmgesellschaften geprägten österreichischen Film- und Kinomarkt Fuß fassen. Die erste Produktion der Sascha-Film war der kurze Dokumentarfilm „Die Gewinnung des Erzes am steirischen Erzberg in Eisenerz“.
Schon bald folgten Spielfilme, wie etwa Österreichs erster historischer Spielfilm: „Kaiser Joseph II.“. Diesen produzierte er im Freilichttheater Engerthstraße und in Klosterneuburg. Viel ist über den Film jedoch nicht mehr bekannt. Lediglich der Name einer Darstellerin: Else Heller vom „Bürgertheater“, die auch schon 1911 in „Der Müller und sein Kind“ mitgespielt hatte. Dass die Sascha-Film im Filmbereich Pionierarbeit leistete, war jedoch eher die Ausnahme als die Regel. Zumeist war es die Wiener Kunstfilm, die in Österreich als erste eine neue Filmgattung oder ein neues Filmgenre erprobte – sei es der erste Dokumentarfilm, die erste Wochenschau, der erste Spielfilm, der erste Komikerfilm, oder der erste Kunstfilm im Sinne des französischen Film d’Art.
Die Sascha-Film war es jedoch, die bei ihren Filmproduktionen keine Kosten und Mühen zu scheuen brauchte und rasch reihenweise Erfolge einfuhr, aber auch problemlos Misserfolge verkraften konnte, während die Wiener Kunstfilm den Spagat zwischen künstlerisch anspruchsvollem und kommerziell erfolgreichem Film schaffen musste und sich dabei kaum finanzielle Risiken erlauben konnte. Im Laufe des Ersten Weltkrieges, als sich der gesamte österreichische Markt für heimische Filmproduzenten auftat, da die Filmgesellschaften aus dem nun verfeindeten Frankreich das Land verlassen mussten, konnte die Sascha-Film daher allmählich die Wiener Kunstfilm in Produktivität wie Erfolg überholen. Konnte sich die Wiener Kunstfilm seit ihrer Gründung im Jahr 1910 bis Ende des Jahres 1914 eine marktbeherrschende Stellung aufbauen, musste diese während des Ersten Weltkriegs zusehends mit der Sascha-Film geteilt werden. Nach 1918 war die Sascha-Film in Österreich marktführend, die Wiener Kunstfilm fiel zurück und ging noch vor 1920 pleite. Als Vita-Film wurde sie noch einmal erfolgreich reaktiviert, um sich in den Kampf mit der Sascha-Film um die aufwändigsten und größten Produktionen zu werfen, die Österreich je gesehen hatte: Die Monumentalfilme der frühen 1920er-Jahre.
Ende des Jahres 1914, nur wenig später als die Wiener Kunstfilm, trat auch die Sascha-Film gemeinsam mit „Philipp und Pressburger“ und der „Oesterreichisch-Ungarischen Kinoindustrie Gesellschaft“ mit der Veröffentlichung der ersten Kriegswochenschau auf den Markt. Diese trug zuerst die Bezeichnung „Österreichischer Kino-Wochenbericht vom nördlichen und südlichen Kriegsschauplatz“. Trotz des ausschweifenden Titels hatte diese Wochenschau mehr Erfolg. 1915 wurde sie in „Kinematographische Kriegsberichterstattung“ umbenannt, danach als „Sascha-Kriegswochenbericht“ bezeichnet. Parallel dazu erschien auch die „Sascha-Meßter-Woche“.
Am 4. April 1916 ging aus der bisher losen Zusammenarbeit zwischen Kolowrat-Krakowsky und Oskar Meßter die „Oesterreichisch-ungarische Sascha-Meßter-Film Gesellschaft m.b.H.“, später Sascha-Meßter-Film, als Tochter der Sascha-Film und der Meßter-Film hervor. Zugleich erwarb die Meßter-Film Anteile an der Sascha-Film. Im gleichen Jahr erbaute Sascha-Film das erste Großatelier in Wien-Sievering. Mit der Übernahme der Meßter-Film durch die deutsche Universum Film AG (UFA) wechselten auch die Anteile an der Sascha-Film ihren Besitzer.

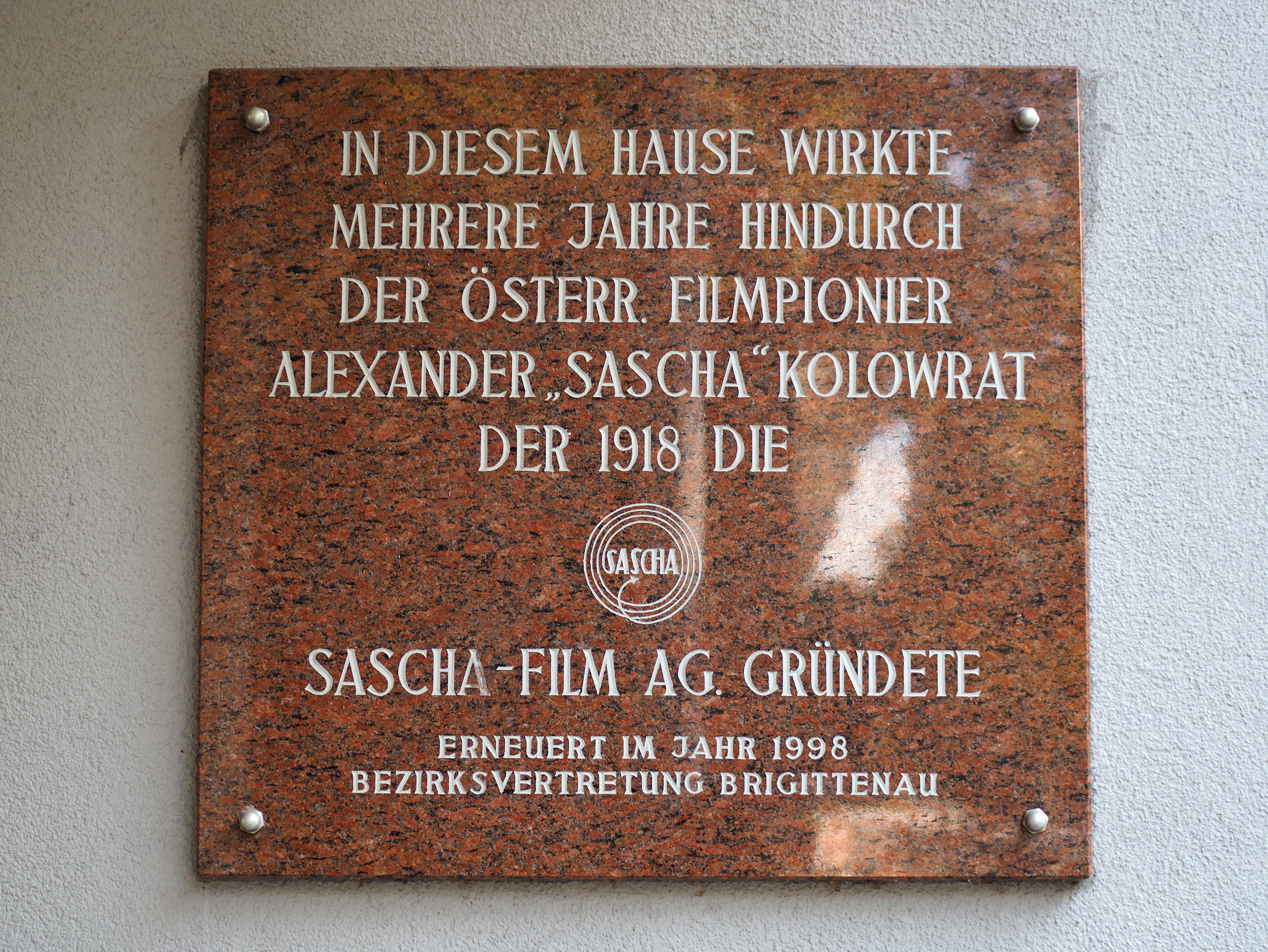
Gedenktafel am ursprünglichen Sitz der Sascha-Film in der Treustraße in Wien-Brigittenau

Während der Kriegsjahre lag der Schwerpunkt der Tätigkeiten fast ausschließlich auf der Produktion von Propagandafilmen und Wochenschauberichten. Magda Sonja wurde zum Filmstar als Gegenstück zu Liane Haid beim direkten Konkurrenten Wiener Kunstfilm aufgebaut. Am 10. September 1918, nach der Fusion mit dem Filmverleiher Philipp & Pressburger, wurde das Unternehmen zur Sascha-Filmindustrie AG umgewandelt. Später wurde der Filmverleih „Collegia“ aufgekauft, wodurch die Sascha-Film in den Besitz von Kinos kam.
1918 wurde die Vertretung der Paramount für Österreich übernommen. 1918 wurde die Beethoven-Biografie „Der Märtyrer seines Herzens“ mit Fritz Kortner als Hauptdarsteller produziert, der in der Folge zu einem bedeutenden Vertreter der expressionistischen Schauspielkunst aufstieg.

### Zeit der Monumentalfilme
Im Wiener Prater, westlich der Rotunde, ließ das Unternehmen im Jahr 1920 „Alt-London“ errichten, ähnlich der Kulissenstadt „Venedig in Wien“, jedoch kleiner. Dort drehte Regisseur Alexander Korda für die Sascha-Film „Prinz und Bettelknabe“, basierend auf einem Roman Mark Twains. 1922 erhielt Alexander Kordas Sascha-Film-Produktion Eine versunkene Welt in Mailand sogar einen Filmpreis.
In „Samson und Delila“ aus dem Jahre 1922 spielte die Frau des Regisseurs Alexander Corda, Maria Corda, die Hauptrolle. Der kräftige Samson wurde von Alfredo Gal gespielt. Weiteres Großprojekt dieser Jahre war „Harun al Raschid“, der dem Fritz-Lang-Film „Dr. Mabuse, der Spieler“ nachempfunden war. Michael Kertész führte auch in „Die Sklavenkönigin“ Regie. Der Monumentalfilm hatte im unternehmenseigenen Eos-Kino Premiere, welches eigens für den Anlass altägyptisch aufgemacht und mit Götterbildern und Kriegerstatuen verziert wurde. Neben dem Eos- gehörte auch das Stafa-Kino zur Sascha-Film. Den vorletzten Monumentalfilm stellte die Sascha-Film in Koproduktion mit einer französischen Gesellschaft 1925 mit „Salammbô - der Kampf um Karthago“ her. Die Aufnahmen fanden in Wien und im Sascha-Filmatelier in Sievering statt. Hauptdarstellerin war die Französin Jeanne de Balzac, die in aufwändigen, martialischen Kostümen im zur Zeit der Punischen Kriege spielenden Film in Erscheinung trat. Die Filmmusik schrieb Florent Schmitt, und die Filmkritik betonte, dass „die Musik dem Roman näher kam als der Film selbst“. Auch der letzte Monumentalfilm, „Die Rache des Pharaos“, stammte von der Sascha-Film. Veränderter Publikumsgeschmack machte weitere Monumentalfilmproduktionen unattraktiv.

### Krisenjahre und Spätblüte
Nach der Krise der österreichischen Filmwirtschaft – zwischen 1923 und 1925 musste der Großteil der österreichischen Filmproduzenten aufgrund billiger ausländischer Filmimporte schließen – war die Sascha-Film mit dem Kapital ihres Gründers im Hintergrund die einzig verbliebene große Filmgesellschaft. Für „Café Elektric“ entdeckte der inzwischen krebskranke Kolowrat-Krakowsky im Jahr 1927 Willi Forst und Marlene Dietrich als Hauptdarsteller. Regie führte der ehemalige Kameramann Gustav Ucicky, welcher, gefördert von Kolowrat-Krakowsky, nach „Die Pratermizzi“ erst zum zweiten Mal Regie führte.
Die Ablösung des Stummfilms durch den Tonfilm stürzte das Unternehmen in eine schwere Krise, die 1930 zum Ausgleich führte. 1932 übernahm die Pilzer-Gruppe (bestehend aus den Brüdern Oskar, Kurt, Severin und Viktor Pilzer) die Sascha-Film. Neuer Präsident wurde Oskar Pilzer. Im Frühjahr 1933 konnte man die Tobis-Tonbild-Syndikat AG als Investor gewinnen, und das Unternehmen wurde in Tobis-Sascha Filmindustrie AG umbenannt.
Ende 1933 entstanden die ersten Aufnahmen in den vom ehemaligen Konkurrenten Vita-Film übernommenen und neu adaptierten Rosenhügel-Ateliers, wo 1934 der Film „Maskerade“ unter der Regie von Willi Forst und mit den Hauptdarstellern Hans Moser, Paula Wessely und Adolf Wohlbrück fertiggestellt wurde, der zum Aushängeschild des „Wiener Films“ werden sollte. Es blieb zugleich auch der letzte Film, den die Tobis-Sascha als Produzentin abdrehte, die Studios wurden seither ausschließlich an Fremdproduktionen vermietet. Im selben Jahr wurde Albert Göring technischer Direktor der Gesellschaft. 
Die Tobis-Sascha verlegte ihre Aktivitäten nun auf die Distribution von Filmen, zu welchem Zwecke eine eigene Verleihgesellschaft gegründet wurde.

### Einverleibung in die nationalsozialistische Filmindustrie
Da 1935 von den Nationalsozialisten in Deutschland der Transfer von in Deutschland erzielten Erlösen nach Österreich verboten wurde, geriet das an sich gut situierte Unternehmen unter großen Druck. Die Filmproduktion kam wegen Geldmangels in Österreich zum Erliegen. Zwar lagen eine Million Reichsmark auf einem eingefrorenen Konto in Deutschland, doch konnten diese nicht transferiert werden. Auch die Hausbank, die Creditanstalt (CA), die im geringen Ausmaß auch am Unternehmen beteiligt war, gewährte keine weiteren Darlehen mehr.
Da Verhandlungsversuche bezüglich des Geldtransfers von Oskar Pilzer mit den Nationalsozialisten daran scheiterten, dass diese nicht mehr mit „Nichtariern“ verhandeln wollten, sah Pilzer sich schließlich gezwungen, aus dem Unternehmen auszutreten. Am 23. Jänner 1937 verkaufte er seine Geschäftsanteile „im Nennbetrage von 33.333,33 Schilling“ für lediglich 1.000 Schilling an die CA, die dadurch Hauptaktionär wurde. Sein Nachfolger als Geschäftsführer und Verwaltungsrat wurde der ehemalige Minister Eduard Heinl, der technische Direktor Albert Göring wurde Prokurist und erhielt die Leitung der Ateliers und Kopieranstalten übertragen.
Die Creditanstalt schloss wenig später ein Syndikatsabkommen mit der deutschen Tobis AG, die bereits im Besitz der nationalsozialistischen Treuhandgesellschaft Cautio war. Das Unternehmen wurde im Zuge des Anschlusses Österreichs aufgelöst und 1938 als Wien-Film GmbH wiedergegründet.

### Nachkriegszeit
Um nach Kriegsende das Verleih- und Vertriebsgeschäft nicht an ausländische Firmen zu verlieren, wurde am 13. September 1946 die Sascha-Film-Verleih und Vertriebsgesellschaft m.b.H. gegründet. Der Firmensitz war in der Kirchengasse in Wien-Neubau. Durch die Wahl des traditionsreichen Namens und des Logos knüpfte man bewusst an die Vergangenheit an. Gesellschafter des dem Handelsministerium und der Creditanstalt (CA) nahestehenden Unternehmens war Karl Ehrlich. Zu den größten Erfolgen dieser Zeit gehörte der von Karl Hartl inszenierte und von der Sascha verliehene Film Der Engel mit der Posaune (1948) mit Paula Wessely in der Hauptrolle.
1954 erfolgte nach dem Zusammenschluss mit der von Karl Hartl und der CA im Jahr 1947 gegründeten Neuen Wiener Filmproduktions-Gesellschaft die Namensänderung auf Sascha-Film Produktionsgesellschaft. Das Unternehmen gehörte nun als Tochterfirma zu 100 % der CA und war auch an der Österreichischen Film-Gesellschaft (ÖFA), ebenfalls eine Gründung von Hartl und der CA, beteiligt. Vor allem in den 1950er- und 1960er-Jahren produzierte die Sascha-Film unter diesem Namen eine Reihe von (eher belanglosen) Unterhaltungsfilmen. Dazu gehörten auch die drei letzten, als misslungen geltenden Inszenierungen von Willi Forst. Als Leiter des Unternehmens und Produzent fungierte Herbert Gruber. Im Jahr 1966 erfolgte im Zuge der durch das Fernsehen ausgelösten Filmkrise vorerst die Einstellung der eigenen Produktion.
In den 1970er Jahren trat das Unternehmen als "Sascha Wien-Film" gemeinsam mit der Wien-Film als Co-Produzentin einiger in Wien gedrehter, internationaler Filme in Erscheinung. Diese zwar Star-besetzten, jedoch an den Kinokassen nur leidlich erfolgreichen Filme waren beispielsweise Das Lächeln einer Sommernacht (1977) oder Das Geheimnis der eisernen Maske (1979).

## Mitarbeiter
Zu den bekanntesten Mitarbeitern der Sascha-Film zählten während der 1920er-Jahre die ungarischen Regisseure Michael Curtiz (als Michael Kertész) und Alexander Korda. Ihre Monumentalfilme, allen voran Sodom und Gomorrha und Die Sklavenkönigin, zählen zu den größten und aufwändigsten je in Österreich hergestellten Filmproduktionen. Für die aufwändigen Kulissen waren in diesen und anderen Filmen die Architekten Artur Berger, Emil Stepanek und Julius von Borsody zuständig. Die kaufmännischen Belange und den Verleih führte Dir. Anton Schuchmann.

## Filme (Auswahl)
- 1912: Die Gewinnung des Erzes am steirischen Erzberg in Eisenerz (ca. 6 min; Regie: Sascha Kolowrat-Krakowsky)
- 1912: Kaiser Joseph II.
- 1913: Bozen mit dem Luftkurort Gries (ca. 6 min)[9]
- 1913: Der Millionenonkel (ca. 60 min; Regie: Hubert Marischka)
- 1915: Das andere Ich (Regie: Fritz Freisler)
- 1916: Wien im Krieg (Regie: Heinz Hanus)
- 1918: Der Mandarin (61 min; Regie: Fritz Freisler)
- 1922: Sodom und Gomorrha (Regie: Michael Curtiz)
- 1922: Harun al Rashid (Regie: Michael Curtiz)
- 1923: Der junge Medardus (Regie: Michael Curtiz)
- 1924: Die Sklavenkönigin (70 min; Regie: Michael Curtiz)
- 1925: Das Spielzeug von Paris
- 1927: Café Elektric (Regie: Gustav Ucicky)
- 1927: Die Pratermizzi
- 1930: Geld auf der Straße (Regie: Georg Jacoby)
- 1934: Maskerade (Regie: Willi Forst)
- 1934: Hohe Schule (Regie: Erich Engel)
- 1935: Episode (Regie: Walther Reisch)

### Nachkriegszeit
- 1955: Heimatland
- 1956: Kaiserjäger
- 1956: Wenn Poldi ins Manöver zieht (Manöverzwilling)
- 1957: Die Lindenwirtin vom Donaustrand
- 1957: Die unentschuldigte Stunde
- 1957: Wien, du Stadt meiner Träume
- 1958: Hoch klingt der Radetzkymarsch
- 1958: Der Priester und das Mädchen
- 1959: Zwölf Mädchen und ein Mann
- 1959: Wenn das mein großer Bruder wüßte
- 1960: Kriminaltango
- 1961: Die Abenteuer des Grafen Bobby
- 1961: Mariandl
- 1961: Saison in Salzburg
- 1961: Die Fledermaus
- 1962: Das süße Leben des Grafen Bobby
- 1962: Die lustige Witwe
- 1962: Mariandls Heimkehr
- 1962: Waldrausch
- 1962: Hochzeitsnacht im Paradies
- 1963: Charleys Tante
- 1963: Ein Alibi zerbricht
- 1963: Schwejks Flegeljahre
- 1964: Hilfe, meine Braut klaut
- 1964: Heirate mich, Chéri
- 1964: …und sowas muß um 8 ins Bett
- 1965: Heidi
- 1965: Ferien mit Piroschka
- 1966: Graf Bobby, der Schrecken des Wilden Westens
- 1977: Das Lächeln einer Sommernacht (Co-Produktion)
- 1979: Das Geheimnis der eisernen Maske (Co-Produktion)